# Якобсен, Свен
Свен Оге Якобсен (дат. Svend Aage Jakobsen; 1 ноября 1935, Ульстед — 28 мая 2022) — датский политик, депутат и министр.

## Биография
После окончания школы-семилетки работал помощником в фермерском хозяйстве, затем в 1952—1955 гг. в потребительском кооперативе в Химмерланде, в 1955 г. сдал экзамен на помощника продавца и продолжил работу в потребительском кооперативе в Орхусе. В 1960—1971 гг. работал в центральном офисе одного из крупнейших датских кооперативов FDB (ныне Coop amba), постепенно продвигаясь по карьерной лестнице. В этот же период вступил в партию Социал-демократы, с 1966 г. входил в руководство городской партийной организации в Таструпе, в 1968—1970 гг. возглавлял её, работал в муниципальных органах коммуны Хойе-Таструп.
На удачных для социал-демократов парламентских выборах 1971 года был избран депутатом фолькетинга от Копенгагена (номинирован от города Глоструп) и сохранял депутатский мандат до 1989 года.
В сентябре 1973 года Якобсен был назначен социал-демократическим премьер-министром Анкером Йёргенсеном на пост министра жилищного строительства, освободившийся в связи с реструктуризацией кабинета, но исполнял свои обязанности лишь два с половиной месяца, поскольку после выборов 1973 года социал-демократы утратили большинство в фолькетинге. Однако два года спустя благодаря более успешным для социал-демократов выборам 1975 года Йёргенсен вновь сформировал правительство, сохранив премьерский пост на последующие семь с половиной лет, — и в течение семи из них Якобсен оставался членом правительства, последовательно занимая должности министра налогов и сборов (1975—1977, первый министр после выделения ведомства из состава министерства финансов), жилищного строительства и окружающей среды (январь-февраль 1977 г.), рыболовства (1977—1979) и наконец финансов (1979—1981).
После выборов 1981 года был избран председателем фолькетинга и сохранял свой пост до 1989 года.
Завершив политическую карьеру, в 1989 году возглавил Объединение сберегательных касс Дании (дат. Danmarks sparekasseforening), которое на следующий год слилось с Датским банковским объединением, образовав Финансовый совет (дат. Finansrådet) — профессиональную организацию, управляющим директором которой Якобсен оставался до 1994 года. Далее в 1994—2000 гг. он был председателем Совета по профессиональному образованию (дат. Erhvervsuddannelsesrådet), одновременно в 1993—2001 гг. возглавлял датское Общество борьбы с раком, был также председателем правления музея современного искусства «Аркен» в 1997—2007 гг.
Председатель фолькетинга в 2019—2022 гг. Хенрик Дам Кристенсен, откликаясь на смерть Якобсена, заявил:
Будучи молодым политиком, я равнялся на Свена Якобсена. Он был образцом для подражания, потому что был рациональным и прагматичным, обладая впечатляющей способностью добиваться результатов вопреки политическим разногласиям. Дело было для него прежде всего, а он сам — на втором месте. Не в последнюю очередь поэтому он пользовался таким большим уважением.